# 낙엽따라 가버린 사랑
"낙엽따라 가버린 사랑"은 1970년에 개봉한 대한민국의 영화이다.

## 캐스팅
- 고강일
- 문희
- 김동원